# Benoît Jarrier
Benoît Jarrier (Le Mans, 1 de febrero de 1989) es un ciclista francés que fue profesional entre 2012 y 2020.
En 2020 puso punto final a su trayectoria deportiva tras nueve años como profesional, pasando a trabajar en el sector de la construcción.

## Palmarés
2014
- 1 etapa del Tour de Normandía[2]

## Resultados en Grandes Vueltas
| Carrera | Carrera         | 2012 | 2013 | 2014  | 2015 | 2016 | 2017 | 2018 | 2019 | 2020 |
| ------- | --------------- | ---- | ---- | ----- | ---- | ---- | ---- | ---- | ---- | ---- |
|         | Giro de Italia  | —    | —    | —     | —    | —    | —    | —    | —    | —    |
|         | Tour de Francia | —    | —    | 152.º | —    | —    | —    | —    | —    | —    |
|         | Vuelta a España | —    | —    | —     | —    | —    | —    | —    | —    | —    |

—: no participa

Ab.: abandono